# Du rififi chez les femmes (film)
Du rififi chez les femmes is een Frans-Italiaanse misdaadfilm uit 1959 van Alex Joffé. Het verhaal is gebaseerd op de gelijknamige roman van Auguste Le Breton, die aan deze film als scenarist meewerkte.

## Verhaal
Vicky de Berlin is een bendeleider die een nachtclub leidt op een woonboot in Brussel. Onderaan de boot houdt haar partner Marcel zich bezig met het vervalsen van bankbiljetten. In een poging deze wit te wassen bij de Nationale Bank van België bemoeilijken Yoko en Bug, leiders van een andere bende, de situatie.

## Rolverdeling
| Acteur           | Personage         |
| ---------------- | ----------------- |
| Nadja Tiller     | Vicky de Berlin   |
| Robert Hossein   | Marcel Point-Bleu |
| Silvia Monfort   | Yoko              |
| Roger Hanin      | "Bug"             |
| Pierre Blanchar  | "Pirate"          |
| Françoise Rosay  | Berthe            |
| George Rigaud    | "Marquis"         |
| Daniel Emilfork  | Luigi             |
| Wayne Van Voores | Chicago           |

In de film speelt het Nederlandse muziektrio Trio Wolters een figurantenrol.